# Bahnhof Hamburg-Stadthausbrücke
Bahnhof Hamburg-Stadthausbrücke föld alatti S-Bahn állomás Németországban, Hamburgban a City-S-Bahn Hamburg vonalon.

## Vasútvonalak
Az állomást az alábbi vasútvonalak érintik:
- City-S-Bahn Hamburg

## Forgalom
| Járat | Útvonal |
| ----- | --- |
| S 1   | Wedel – Rissen – Sülldorf – Iserbrook – Blankenese – Hochkamp – Klein Flottbek – Othmarschen – Bahrenfeld – Ottensen – Altona – Königstraße – Reeperbahn – Landungsbrücken – Stadthausbrücke – Jungfernstieg – Hauptbahnhof – Berliner Tor – Landwehr – Hasselbrook – Wandsbeker Chaussee – Friedrichsberg – Barmbek – Alte Wöhr (Stadtpark) – Rübenkamp – Ohlsdorf – (Abzweig zum Flughafen) – Kornweg (Klein Borstel) – Hoheneichen – Wellingsbüttel – Poppenbüttel \ Streckenast Flughafen – Hamburg Airport (Flughafen) |
| S 3   | Pinneberg – Thesdorf – Halstenbek – Krupunder – Elbgaustraße – Eidelstedt – Stellingen (Arenen) – Langenfelde – Diebsteich – Altona – Königstraße – Reeperbahn – Landungsbrücken – Stadthausbrücke – Jungfernstieg – Hauptbahnhof – Hammerbrook (City Süd) – Elbbrücken – Veddel (BallinStadt) – Wilhelmsburg – Harburg – Harburg Rathaus – Heimfeld (TU Hamburg) – Neuwiedenthal – Neugraben |

## Kapcsolódó állomások
A vasútállomáshoz az alábbi állomások vannak a legközelebb:
- Bahnhof Hamburg Landungsbrücken (Wedel station, Pinneberg station, City-S-Bahn Hamburg, S1, S3)
- S-Bahnhof Jungfernstieg (Poppenbüttel station, Hamburg Airport station, Stade station, City-S-Bahn Hamburg, S1, S3)